# Kucewicze (rejon oszmiański)
Kucewicze (biał. Куцавічы; ros. Куцевичи) − wieś na Białorusi, w obwodzie grodzieńskim, w rejonie oszmiańskim, w sielsowiecie Nowosiółki.

## Historia
W czasach zaborów wieś, folwark i osada karczemna w gminie Kucewicze, w powiecie oszmiańskim, w guberni wileńskiej Imperium Rosyjskiego. W 1866 roku:
- wieś szlachecka liczyła 46 mieszkańców w 5 domach[1].
- folwark liczył 10 mieszkańców w 1 domu[1].
- karczma liczyła 9 mieszkańców (narodowości żydowskiej) w 1 domu[1].

W 1905 roku:
- wieś liczyła 61 mieszkańców, 141 dziesięcin[2].
- folwark liczył 26 mieszkańców, 187 dziesięcin[2].

W latach 1921–1945 wieś i majątek leżały w Polsce, w województwie wileńskim, w powiecie oszmiańskim, w gminie Kucewicze.
W 1931:
- wieś w 17 domach zamieszkiwały 122 osoby[3].
- majątek w 2 domach zamieszkiwało 27 osób[3].

Wierni należeli do parafii rzymskokatolickiej w Borunach. Miejscowości podlegały pod Sąd Grodzki w Oszmianie i Okręgowy w Wilnie; We wsi Kucewicze mieścił się urząd pocztowy obsługujący znaczną cześć gminy.
Po II wojnie światowej w granicach Związku Sowieckiego. Od 1991 w niepodległej Białorusi.